# Vandalmaro (duque de Ultra Jurano)
Vandalmaro (em latim: Wandalmarus) foi um oficial franco do século VI. Em 591, sucedeu Teudefredo como duque de Ultra Jurano e ocupou essa posição até 604, quando faleceu e foi substituído por Protádio. Talvez possa ser associado ao oficial homônimo ativo anos antes.